# Bosques de Argentina

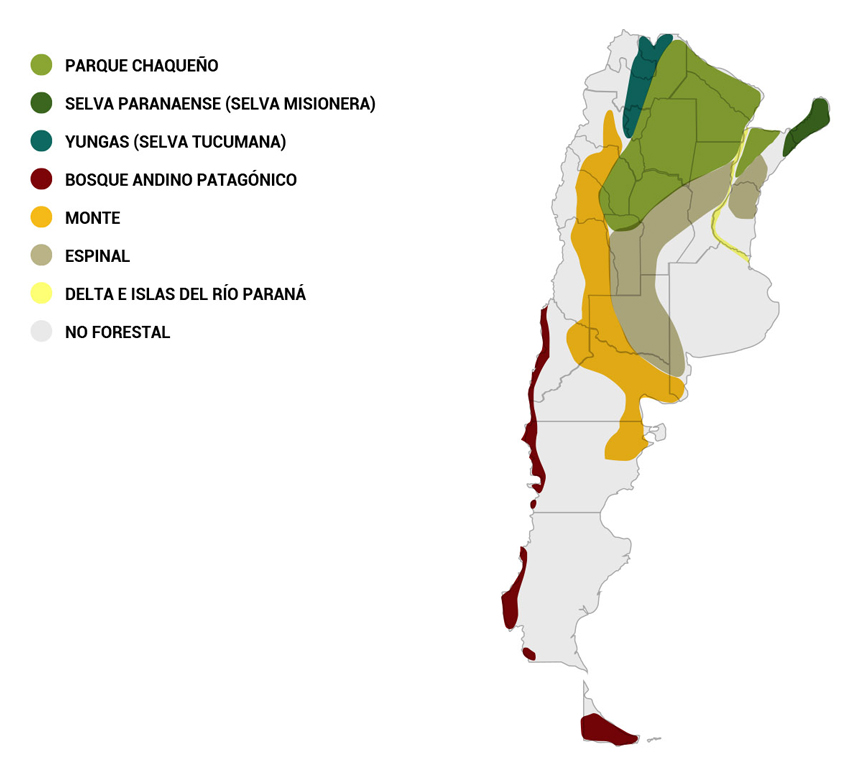
División de las Áreas Forestales

Los bosques de Argentina son el conjunto de ecosistemas de tipo boscoso de la Argentina. Los bosques de Argentina se ubican en la región fitogreográfica neotropical y antártico. Argentina cuenta con siete regiones forestales de bosque nativo: el bosque andino patagónico, el bosque chaqueño, el monte, la selva misionera, la selva tucumana-boliviana, el espinal y el monte blanco o bosque ribereño del Río de la Plata. Argentina es un país con cubierta forestal reducida (PCFR),: 16  es decir, que en la actualidad el área forestal nativa representa menos del 10 % de la superficie total del país, en un total de aproximadamente veintiséis millones de hectáreas. Ocupa la posición número 22 de países según superficie forestal.
La Argentina es el noveno país con mayor riqueza y biodiversidad natural, la mayoría de la cual se encuentra en sus bosques. Los bosques de Argentina prestan numerosos servicios ambientales, y contienen 25 928 636 gigagramos (Gg) de CO2. Las provincias que concentran la mayor parte de los bosques nativos son Chaco, Formosa, Santiago del Estero, Salta, Misiones, Santa Fe y La Pampa. Santiago del Estero es la provincia con más superficie de bosques, con 7.7 millones de hectáreas.
Argentina cuenta además con 1 287 232 hectáreas de bosques implantados (casi en su totalidad con especies alóctonas), según datos actualizados del Inventario Nacional de Plantaciones por Superficie. De estos bosques implantados, el 79 % se encuentra en las provincias de Misiones, Corrientes y Entre Ríos.
La principal causa de la deforestación en Argentina es la extensión de la frontera agrícola (para el cultivo de soja y la ganadería). Se estima que en el período 1930-2005 la masa forestal se redujo en un 66 %.

## Área forestal

Porcentaje del territorio argentino cubierto por bosques.

En un libro publicado en 1889, Gustavo Niederlein estimaba de manera rudimentaria la superficie forestal argentina alrededor del 1900 de la siguiente manera:: 13 

370 000 km² con árboles de bosques densos subtropicales; 195 000 km con árboles de bosques ralos de la formación del monte; 12 000 km con árboles de bosques antárticos; 776 500 km con árboles solos o mezclados con otras diversas formaciones [...]
Gustavo Niederlein, La importancia ignorada de nuestros bosques

Entre 1880 y el 2003 fue destruida aproximadamente el 78 % de la cobertura forestal nativa de toda Argentina. En 1900 el 37,7% de Argentina estaba cubierto de bosques, montes y selvas [cita requerida]. En 1914, dada la Primera Guerra Mundial y en vistas del enorme valor económico de las áreas forestales, se realizó en Argentina el primer censo forestal. Tal censo (con las limitaciones de la época —muchas zonas cubiertas de bosque resultaban poco o nada accesibles—) verificó la existencia de 105 888 400 ha.
En 1937 se sanciona la Ley 12.343, que ordena la realización de un censo agropecuario en toda la República Argentina. El censo se publicó en cuatro tomos, e incluyó datos sobre el área forestal en Argentina, calculando que el bosque nativo tenía una extensión de 37 535 308 ha. El censo mostraba también un grado de intervención significativo en gran parte de los bosques y selvas de Argentina.
En el año 2002 se culminó el Inventario Nacional de Bosques Nativos (efectuado con metodología científica a través de imágenes satelitales), el cual indicaba la existencia de 33 200 000 ha de bosques (y en este caso, en su mayor parte muy degradados y con grave pérdida de biodiversidad). De este modo en el período 1914-2004, por talas, incendios y desmontes Argentina había perdido ya más del 60 % de sus recursos forestales. Un informe de la Secretaría de Ambiente y Desarrollo Sustentable del año 2014 concluye que Argentina había perdido ya más del 60 % de sus recursos forestales, y probablemente esté enfrentando en las últimas décadas uno de los procesos de deforestación más fuertes de su historia, debido a incendios, introducción de ganado en el bosque, desmonte para cultivar, entre otras causas (es decir, casi siempre por actividad antrópica). Desde comienzos del siglo XXI se profundizó el reemplazo de los bosques por agricultura (principalmente por el monocultivo de soja). Hacia el 2013 Argentina en su área no tropical era el país no tropical que sufría más deforestación, al ser taladas 34 ha/día, siendo algunas de las zonas más estragadas la región chaqueña argentina, por ejemplo el norte de la provincia de Córdoba, la Cuña Boscosa del norte de la provincia de Santa Fe y los bosques de la Provincia de Mendoza. En Córdoba, las formaciones boscosas que hace cien años ocupaban más del 70 % de la superficie provincial hoy no alcanzan a cubrir el 10 % y, de ellas, sólo un tercio corresponde a bosques en condiciones similares a las originales. Esta drástica reducción del bosque nativo ha generado pérdida de biodiversidad, de los procesos ecosistémicos y los recursos naturales.
Según el Ministerio de Ambiente y Desarrollo Sostenible, las provincias reportaron un total de 53 654 545 ha de bosque nativo, a partir de los Ordenamientos Territoriales de Bosques Nativos establecidos por la Ley de Bosques. Las diferencias entre lo reportado previamente y lo reportado por el MAyDS a 2020 se deban a diferencias metodológicas en la definición de bosque y en las formas de contar las hectáreas.
| Año  | Porcentaje sobre territorio | Superficie en km² |
| ---- | --------------------------- | ----------------- |
| 1990 | 12.7                        | 347 930           |
| 1991 | 12.6                        | 344 997           |
| 1992 | 12.5                        | 342 064           |
| 1993 | 12.4                        | 339 131           |
| 1994 | 12.3                        | 336 198           |
| 1995 | 12.2                        | 333 265           |
| 1996 | 12.1                        | 330 332           |
| 1997 | 12                          | 327 399           |
| 1998 | 11.9                        | 324 466           |
| 1999 | 11.7                        | 321 533           |
| 2000 | 11.6                        | 318 600           |
| 2001 | 11.5                        | 315 252           |
| 2002 | 11.4                        | 311 904           |
| 2003 | 11.3                        | 308 556           |
| 2004 | 11.2                        | 305 208           |
| 2005 | 11                          | 301 860           |
| 2006 | 10.9                        | 298 680           |
| 2007 | 10.8                        | 295 500           |
| 2008 | 10.7                        | 292 320           |
| 2009 | 10.6                        | 289 140           |
| 2010 | 10.4                        | 285 960           |
| 2011 | 10.3                        | 282 992           |
| 2012 | 10.2                        | 280 024           |
| 2013 | 10.1                        | 277 056           |
| 2014 | 10                          | 274 088           |
| 2015 | 9.9                         | 271 120           |
| 2016 | 9.8                         | 268 152           |
| 2017 | sin datos                   | sin datos         |
| 2018 | sin datos                   | sin datos         |
| 2019 | sin datos                   | sin datos         |

### Deforestación
La deforestación en Argentina es una de las principales causas de degradación de ambientes, aumento de inundaciones y de pérdida de biodiversidad. Según estimaciones de la FAO, la tasa de deforestación en Argentina es de un 0.8 % de deforestación anual, una de las más altas de América del Sur.Las prácticas de estos sectores no incluyen técnicas de conservación y regeneración, por lo que su estrategia es talar y deforestar hasta agotar el recurso.
La tasa de deforestación es actualmente de un promedio de 1.1 millones de hectáreas anuales. El 80 % de la deforestación en Argentina se concentra en cuatro provincias: Santiago del Estero, Salta, Formosa y Chaco. La región chaqueña es la más afectada por la deforestación y Santiago del Estero es la provincia argentina donde más se ha deforestado. Durante 2020, a pesar de la pandemia por el coronavirus, la tasa de deforestación aumentó con respecto al 2019.

## Regiones forestales
Aunque han existido y existen diversos criterios para denominar a las regiones forestales autóctonas de Argentina, las denominaciones más atinadas parecen ser las siguientes:

### Bosque andinopatagónico
El bosque andino patagónico, llamado también selva fría valdiviense y "esculpurus valdiense", es una comunidad vegetal correspondiente a las regiones montañosas del sur de Chile y sudoeste de la Argentina, en donde predominan los bosques de montaña. Se desarrolla a favor de un clima húmedo templado-frío, causado por el ingreso de masas de aire húmedo desde el Océano Pacífico, que pierden gran parte de su humedad en forma de precipitaciones al colisionar con la Cordillera de los Andes.
Tiene mucha mayor extensión en el territorio de Chile, donde se extiende desde los 35° Sur; en la Argentina comienza, intermitentemente, a los 37° Sur, siendo casi continuo a partir de los 39° Sur.
Es parte del reino floral antártico, y es una comunidad perteneciente a la llamada provincia botánica Subantártica, relacionada con las demás comunidades; algunas de las cuales suelen ser englobadas en el mismo tipo de bosque: el bosque esclerófilo, el bosque andino patagónico con pehuén, el bosque caducifolio, la selva valdiviana, el bosque laurifolio, el bosque magallánico y las turberas magallánicas.
En casi todos los bosques están presentes la lenga, el ñire y el notro.

### Bosque y selva chaqueña
La región chaqueña argentina es una de las regiones geográficas de la República Argentina. Sus límites son el río Pilcomayo al norte, los ríos Paraguay y Paraná al este, el río Salado al sur y la región Norte al oeste. Abarcaba originalmente la mayor parte de las provincias de Santiago del Estero, Jujuy, Chaco, Formosa, norte de Santa Fe y este de Salta. De modo ecotónico abarca el norte de Córdoba y este de Tucumán, y aunque el bioma cambie mucho —especialmente en lo climático— gran parte de los botánicos incluyen en la formación chaquense a las forestas del norte de la provincia de San Luis hasta confundirse al sur y al oeste con la región del Monte Seco. Geológicamente la región chaqueña constituye una unidad con la Pampasia o llanura pampeana, por lo que se habla de región chacopampeana. Sin embargo, la región chaqueña se distingue de la pampeana por su clima y ecología.
La región chaqueña es la más extensa de las áreas forestales argentinas e incluye, en las zonas con humedad suficiente, importantes zonas selváticas. El área forestal chaquense se distingue en dos zonas principales, una húmeda y la otra seca (la primera aproximadamente al este del meridiano 62°O, la segunda aproximadamente al oeste del mismo meridiano). Sin embargo, ambas zonas de la región chaqueña o chaquense sufren las alternativas de ciclos de sequías —muy prolongados— y de inundaciones; las sequías predominan en los meses invernales (de mayo a junio), sin embargo los meses cálidos de verano también implican una gran pérdida de humedad por evaporación. Ante estas condiciones climáticas, gran parte de los árboles se ha adaptado con las siguientes defensas: maderas duras (como las de los quebrachos —"quiebra-hachas es su etimología"—), cortezas buidas (espinosas) como las del vinal, la acumulación de agua, tal cual se evidencia en los llamados palos borrachos (yuchán, samuhú, ñandubay), la defoliación natural durante los estíos o el desarrollo de extensas raíces.

### Monte blanco del Delta del Paraná
El monte blanco, bosque ribereño del Bajo Delta o selva en galería del Río de la Plata, es un ecosistema selvático característico del delta inferior del río Paraná, en el centro-este de la Argentina. Es un bosque en galería sobre las costas del Río de la Plata, que abarca desde las islas al norte del río Paraná Guazú en la Provincia de Entre Ríos hasta la bahía de Samborombón en la Provincia de Buenos Aires.
Es la formación forestal natural de tipo subtropical más austral del planeta. Cuenta con una biocenosis de alta diversidad, particularmente de especies vegetales y animales de origen tropical y subtropical, muchas de las cuales alcanzan allí su límite austral de distribución.
Se ubica en una de las primeras zonas colonizadas por los europeos y en la zona más densamente urbanizada de Argentina, por lo cual apenas quedan relictos de las formaciones forestales originarias de la zona. Los vestigios remanentes se encuentran muy degradados, y están principalmente ubicados en áreas protegidas o semiprotegidas como las de la selva marginal de Punta Lara, el Parque Costero del Sur, el parque nacional Ciervo de los Pantanos y la isla Martín García.

### Región del Monte
La ecorregión terrestre del monte (en inglés: Argentine Monte, NT0802) es una georregión ecológica situada en las sierras y llanuras del centro-oeste y noroeste de la Argentina. Se la incluye entre los pastizales, sabanas, y matorrales templados del neotrópico de la ecozona Neotropical.
Si bien internacionalmente se unifican los dos "montes" en sólo una ecorregión: Argentine Monte (NT0802), algunos especialistas (no solo argentinos) las separan en dos.

### Selva misionera
La selva misionera es una formación vegetal neotropical del bosque atlánticoubicada en la provincia de Misiones, y una pequeña porción en el extremo nordeste de la provincia de Corrientes (ambas en el nordeste de la Argentina). Es la prolongación en territorio argentino de la selva paranaense, que hasta mediados del siglo XX abarcaba gran parte de lo que hoy son los estados brasileños de Paraná, Santa Catarina, el extremo norte de Río Grande del Sur y el este del Paraguay. La selva misionera se encuentra en el corredor verde de Misiones.
Es una de las regiones más biodiversas de la Argentina, con alrededor de 3.000 especies de plantas vasculares y 500 especies de aves. Es el hábitat del yaguareté y el lugar donde se concentra la mayor cantidad de ejemplares de esta especie en la Argentina.
La selva misionera es una selva subtropical con veranos muy calurosos e inviernos relativamente frescos. Es una formación vegetal beneficiada por suelos muy ricos en materia orgánica, mucho sol y clima cálido y perhúmedo (más de 3000 mm de precipitaciones al año). Posee una foresta densa y exuberante. En las latitudes tropicales, la selva misionera mantiene gran parte de las características de una pluvisilva tropical con zonas semejantes a la laurisilva y abundantes latifoliadas.
Se la considera un sumidero de carbono, concentrando 920.995 Gigagramos (Gg) de CO2.
La selva misionera ocupa actualmente un 35% del territorio de la provincia de Misiones. Hasta mediados del siglo XIX la selva cubría la totalidad de la actual provincia. Hacia 1950 la superficie forestal autóctona en Misiones cubría 2.700.000 ha. En la década de los 90 la selva se había reducido en un 44%.
Las causas de la deforestación son la instalación de actividades agrícolas, como las plantaciones de té, tabaco y yerba mate, y las actividades de la industria maderera. La deforestación tuvo varios momentos diferentes, desde las misiones jesuíticas que buscaron instalar prácticas agrícolas y fomentaron el cultivo de la yerba mate, hasta los ideales de civilización y progreso de finales del siglo XIX que veían a la selva como un lugar inhóspito que debía ser conquistado rápidamente para su explotación económica.

### Yunga
Anteriormente llamada "Selva Tucumano-oranense", la yunga es considerada por algunos autores como "Provincia de las yungas del dominio amazónico" y como "ecorregión de las yungas andinas". En cualquier caso, sdm trata de una pluvisilva y nimbosilva que se desarrolla principalmente en las vertientes orientales de las cordilleras preandinas (por ejemplo las sierras de Aconquija o las Sierras de Ancasti, entre otras), y cuyo límite extremo meridional se ubica en las sierras de Ancasti (Catamarca), hacia los 29°S.
La importancia de la yunga es crucial para Argentina, ya que por una parte es un corredor latitudinal (de norte a sur y viceversa) natural de especies, y por la otra es —como gran parte de las pluvisilvas— la zona más rica en biodiversidad de Argentina (por ejemplo: en ella existen más de 250 especies arbóreas conocidas). Además acentúa su gran valor el hecho de que sea una nimbosilva, una formación forestal densa que se forma merced a la presencia casi constante de nubes que la humectan recíprocamente (o por retroalimentación); tal formación forestal montana acopia la humedad y facilita la condensación de las nubes. Si la yunga desapareciera o mermara se produciría una grave catástrofe ecológica en el Cono Sur, en especial la desertización de gran parte del país.
Dado su carácter de formación forestal montana, se encuentra estratificada en pisos de vegetación según la altitud sobre el nivel del mar: desde la penillanura (en donde se confunde con los biomas de la región chaqueña) hasta los 850 m s. n. m. se da la Selva Basal, se trata del dominio de los quebrachos, lapachos, tipas, chalchales, talas y el cebil colorado. Entre los 850 a 1200 o 1400 m s. n. m. (según la latitud -en este caso se usa como latitud referencial la del trópico de Capricornio-) es el dominio de una densa selva de transición (la nimbosilva propiamente dicha), en la cual prosperan mirtáceas y especies como el tarco, la tipa, el cebil, el molle, el caspi o zapallo caspi, además de talas, cochuchos, guayabos, mamones, pacarás, palo blanco (Phyllostilon rhamnoides), acacias criollas, higuerones como el llamado "maroma", el cochucho, la tusca, los tabaquillos, laureles, nogal criollo, horco molle y trementinas; existen algunas palmeras (particularmente de la especie caranday), y en tal selva abundan mirtáceas, helechos, bromelias, epifitas, y gran cantidad de especies florales tales como las orquídeas, jazmines, malvones, pasionarias, glicinas, madreselvas, etcétera. Sobre los 1200 o 1400 m s. n. m. se extiende el piso de bosques con pinos del cerro, "alisos montanos", cedros (Cedrela spp.) y Cedrela angustifolia, matos, güilis, horcomolles, saúcos, "robles" (Amburana cearensis), quina colorada (Myroxylon peruiferum) y queñoas (Polylepis australis). Sobre los 2000 m s. n. m. comienzan los prados montanos, con presencia de gramíneas, musgos y líquenes; en estos prados montanos se pueden encontrar manchones o bosquecillos de queñoas (Polylepis tomentella) y churquis (Prosopis ferox). Sobre los 3000 a 4000 m s. n. m. (siempre según la latitud —y también el grado de asoleamiento de las laderas—) comienza el dominio de las nieves eternas.

### Espinal
La ecorregión terrestre espinal, en español Argentina Espinal (NT0801), es una georregión ecológica situada en las llanuras del centro-este de la Argentina. Se la incluye entre los pastizales, sabanas y matorrales templados del neotrópico de la ecozona Neotropical.
Forma un arco irregular desde el centro de la provincia de Corrientes y norte de Entre Ríos, pasando por el centro de Santa Fe y de Córdoba, gran parte de San Luis, y centro de La Pampa.
Es un bosque xerófilo similar al de la provincia chaqueña, pero más bajo, sin quebracho colorado y con diversas especies de algarrobos, palmares y sabanas graminosas. Se divide en tres distritos: Distrito del Ñandubay, donde dominan los bosques de ñandubay (Prosopis algarrobilla) y algarrobo negro (P. nigra), acompañados por numerosas especies, como espinillo (Acacia caven), tala (Celtis spinosa), quebracho blanco (Aspidosperma quebracho-blanco); Distrito del Algarrobo (comunidad clímax), con presencia de bosques de algarrobo negro y blanco (Prosopis alba), acompañados por talas y chañares (Geoffroea decorticans); y Distrito del Caldén, con bosques xerófilos, estepas graminosas y matorrales de arbustos. La comunidad clímax es un bosque de caldén (Prosopis caldenia), acompañado por otros árboles típicos de la provincia como el piquillín (Condalia microphylla) y la jarilla (Larrea divaricata).

## Bosques implantados

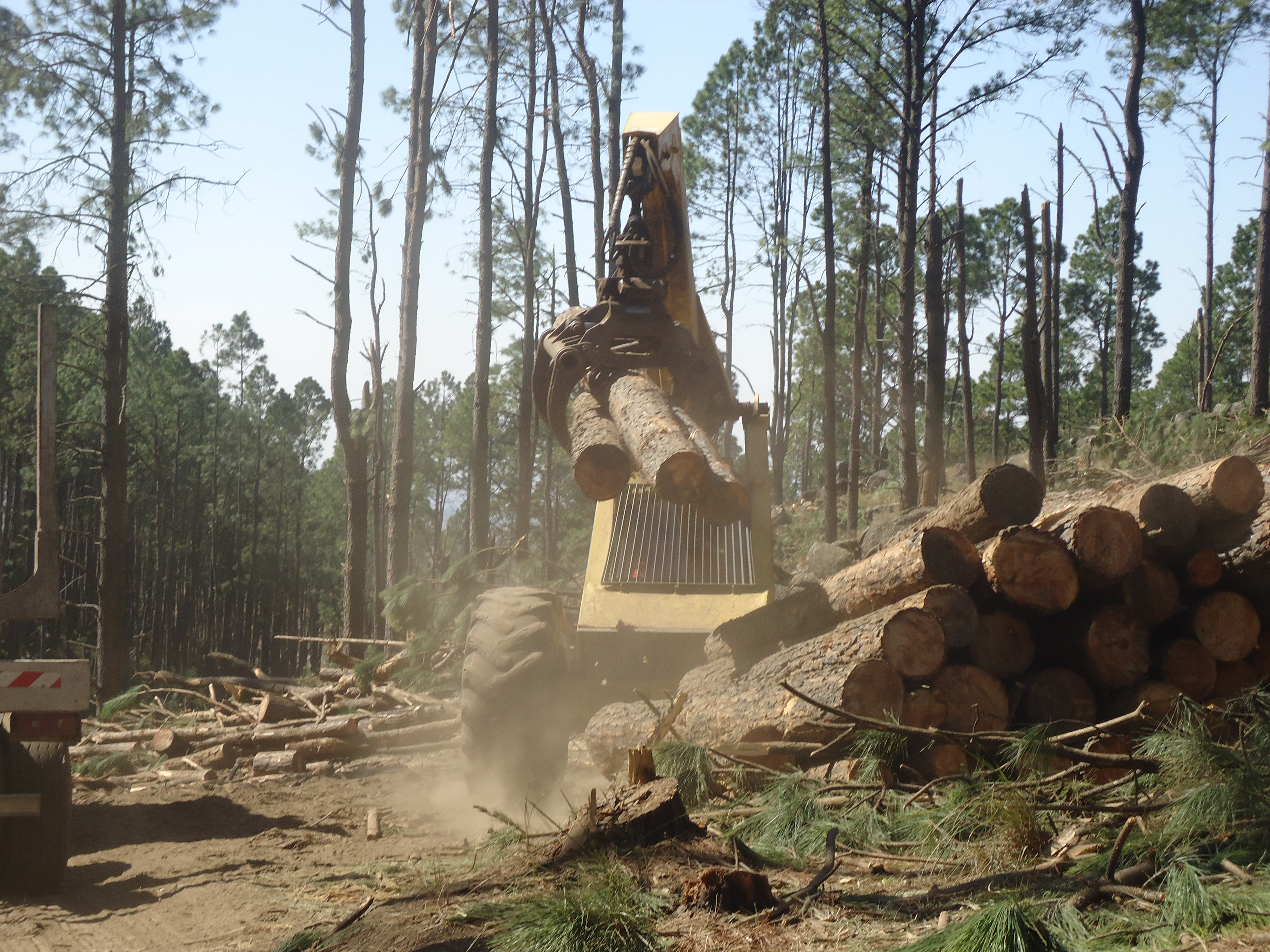
Extracciones de pino para la industria del aserrado en Córboba

Los bosques implantados en la Argentina (haciendo omisión de los árboles frutales), en su mayoría, corresponden a especies exóticas de rápido crecimiento y cuyo objetivo principal es el uso industrial maderero y en menor grado para la producción de aceites, resinas y curtientes. Algunos tienen como objetivo la protección ambiental, al servir como cortinas rompevientos, fijando dunas y médanos, o para la protección de cuencas, arbolado urbano, entre otros.

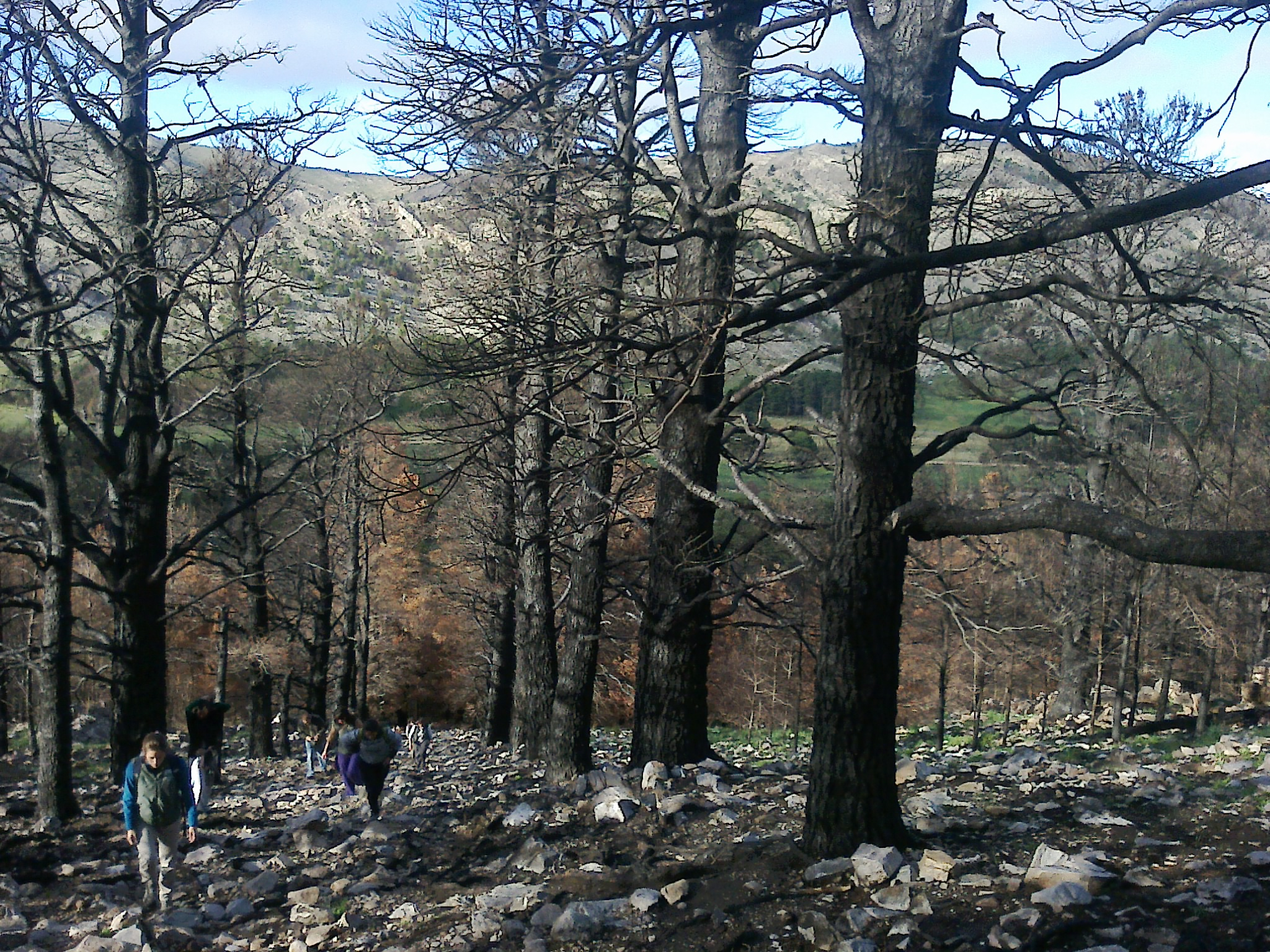
Forestaciones de pino para fijar laderas. Provincia de Buenos Aires

Los bosques implantados con fines maderables o para la producción de celulosa se desarrollan principalmente en la Mesopotamia Argentina, Patagonia andina, provincia de Santa Fe, provincia de Córdoba, Delta del Paraná (especialmente en el área deltaica correspondiente a la provincia de Buenos Aires, y en menor grado en otras zonas del país).
La última actualización del Inventario Nacional de Plantaciones Forestales calculaba para el año 2015 alrededor de 1 300 000 ha forestadas. En el 2015 la superficie implantada se desglosaba del siguiente modo:
- 473 983 ha en Corrientes.
- 405 824 ha en Misiones.
- 150 797 ha en Entre Ríos.
- 83 192 ha en la región andinopatagónica y Mendoza.
- 68 014 ha en Buenos Aires.
- 31 170 ha en el NOA.
- 15 036 ha en Santa Fe.
- 15 905 ha en Córdoba y otras zonas del centro del país.
- 17 000 ha más en el resto del país.

Existe alguna controversia sobre los efectos ambientales de la forestación. Parte de la selva misionera y bosques andino-patagónicos (en mucha menor medida) fueron reemplazados por plantaciones monoespecíficas en las décadas del 60 y 70, pero a partir del siglo XXI, la mayoría de las forestaciones se realizaron en armonía con el ambiente.
Las forestaciones realizadas con especies exóticas con fines ambientales también presentan controversia en muchos grupos ambientalistas, como es el caso de la fijación de dunas en la costa atlántica de la provincia de Buenos Aires, en ciertos sectores de las Sierras de Córdoba y Patagonia. Este tipo de forestación, de no manejarse adecuadamente, presenta un alto consumo de las aguas freáticas, pero a su vez generan un impacto económico muy importante a través del turismo. Las especies predominantes son las mismas que en las forestaciones industriales, a las que se suman cipreses, cedros, robles, jacarandás, lapachos, etcétera.

## Conservación

### Ley de Bosques Nativos
La Ley 26.331 de Presupuestos Mínimos de Protección Ambiental de los Bosques Nativos, o Ley de Bosque Nativo, es una norma nacional de Argentina que regula el uso de los bosques nativos. La ley tiene como objetivos reducir la deforestación en Argentina, la conservación de los bosques nativos, la regulación y gestión responsable del uso forestal, y la promoción del manejo sostenible de los bosques. Para ello, la ley determina categorías de conservación de los bosques, crea un fondo fiduciario destinado a la conservación y promoción de manejo responsable de los bosques bajo un modelo de pago por servicios ambientales, y establece autoridades de aplicación cuyo mandato es elaborar datos para monitorear el estado de conservación de los bosques nativos, en coordinación con las provincias.